# Малый ракетный корабль
 в центре: и малый ракетный корабль проекта 1239 («Самум») у одного из причалов Северной бухты Севастополя.

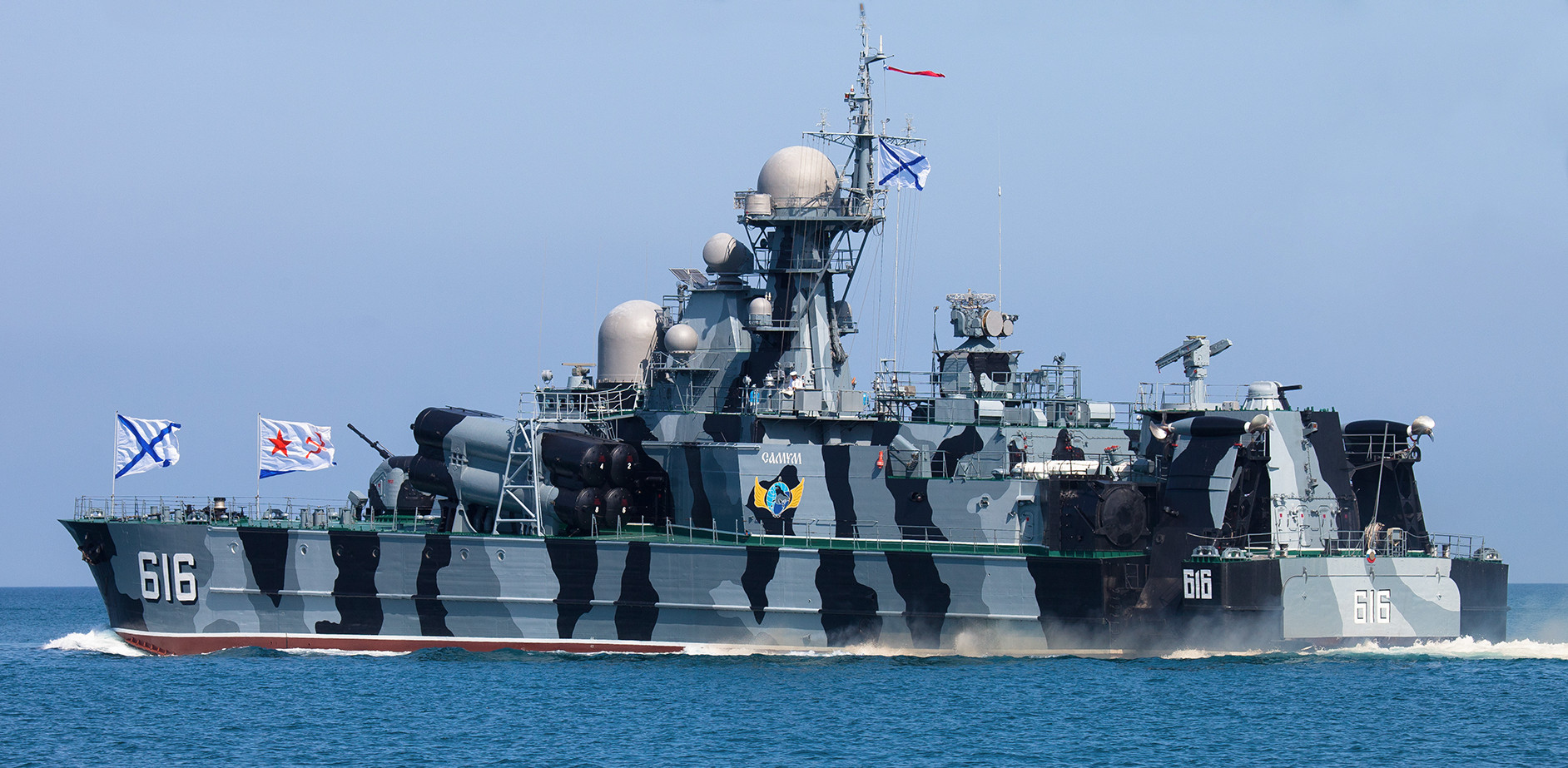
«Самум» Малый ракетный корабль проекта 1239.

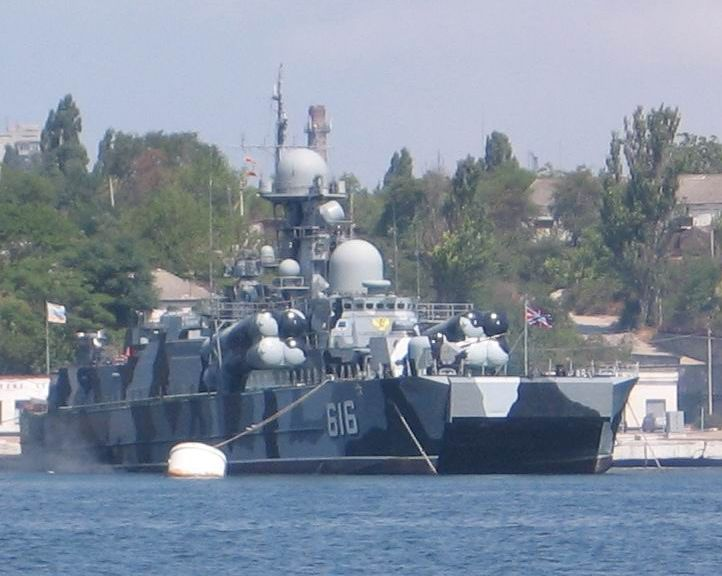
«Самум».

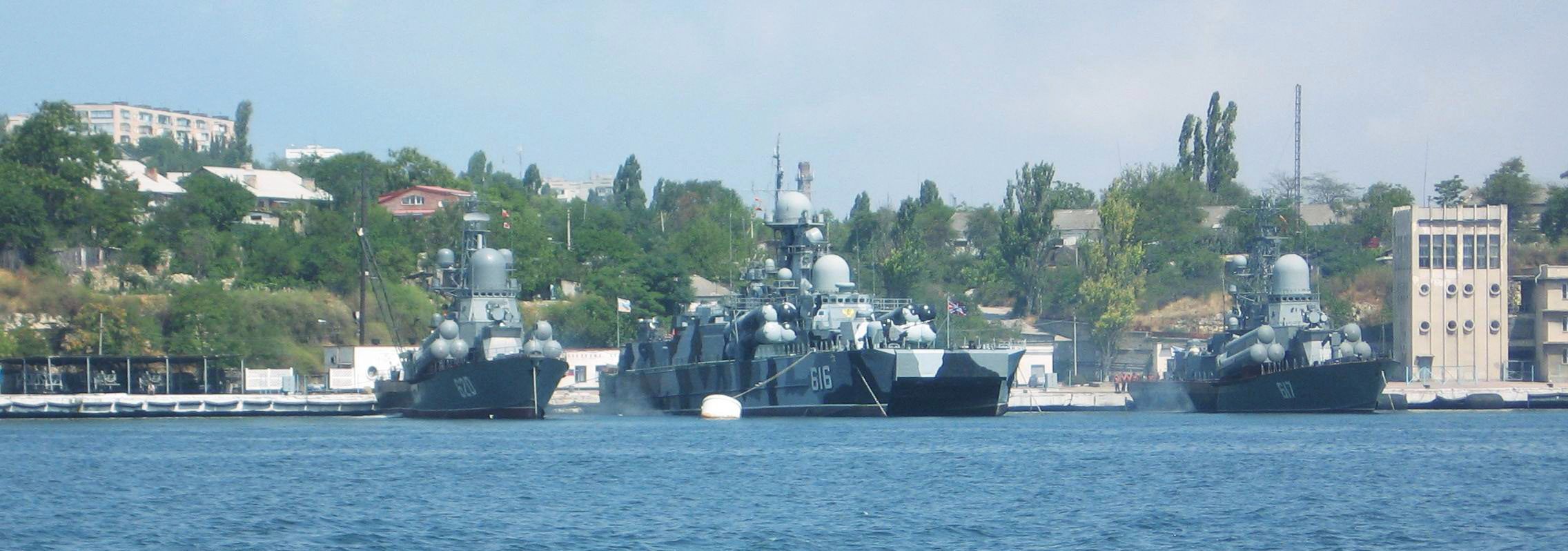
Слева и справа: малые ракетные корабли проекта 1234.1 («Штиль» и «Мираж»), в центре: и малый ракетный корабль проекта 1239 («Самум») у одного из причалов Северной бухты Севастополя.

Малый ракетный корабль (сокращённо МРК) — подкласс ракетных кораблей в советской военно-морской классификации.
Малый ракетный корабль занимает в ВМФ России (ранее Союза) промежуточное положение между ракетным катером и большим ракетным кораблём. В государствах блока NATO — OTAN советские МРК классифицировались как корветы.
Появление на рубеже 1960-х — 1970-х годов класса малых ракетных кораблей было обусловлено недостатками советских ракетных катеров проектов 183-Р, 205 и 206-МР, а именно их слабым артиллерийским вооружением, отсутствием на них зенитного ракетного комплекса самообороны и неудовлетворительной мореходностью.
Первой крупной серией советских малых ракетных кораблей стали малые ракетные корабли проекта 1234 (17 единиц в базовом варианте и 10 в экспортном исполнении), за ними в 1978—1992 годах вошла в строй серия из 19 МРК проекта 1234.1 с усиленным артиллерийским вооружением и один корабль проекта 1234.7 с усиленным противокорабельным ракетным вооружением. В 1980-е годы были также разработаны новые проекты кораблей этого класса — МРК на воздушной подушке проекта 1239 и МРК проекта 1240.
По мнению Ю. В. Апалькова, после ввода в состав ВМФ ВС Союза ССР больших ракетных катеров проекта 1241 с 76-мм артиллерийской установкой, практически соизмеримых по своим размерам с малыми ракетными кораблями проекта 1234, два подкласса — малые ракетные корабли и ракетные катера практически слились в единый класс боевых кораблей.
В постсоветский период история класса малых ракетных кораблей продолжается проектами 21631 и 22800.